# Mugombe
Mugombe – miasto w zachodniej Tanzanii w regionie Kigoma. Liczy 84 630 mieszkańców.